# مجلس اعیان پروس
مجلس اعیان پروس (به آلمانی: Preußisches Herrenhaus) در برلین، مجلس علیای پارلمان پروس در بین سال‌های ۱۸۵۰ تا ۱۹۱۸ بود. این مجلس در کنار مجلس سفلی، سیستم قانون گذاری دو مجلسی پروس را تشکیل می‌دادند.